# California Zephyr
De California Zephyr (CZ) is een reizigerstrein in de Verenigde Staten die uitgebaat wordt door de nationale spoorwegmaatschappij Amtrak. De trein verbindt Chicago in de staat Illinois met Emeryville in de San Francisco Bay Area in Californië en rijdt onderweg verder door de staten Iowa, Nebraska, Colorado, Utah en Nevada.
De huidige route is 3.924 km lang en is daarmee de langste Amtrak-lijn die dagelijks gereden wordt. De rit duurt rond de 52 uur en onderweg kan geslapen en gegeten worden. Het is een van de schilderachtigste routes met uitzichten over Rocky Mountains en de Sierra Nevada en daarom ook een toeristische attractie. In het boekjaar 2011 reden er meer dan 350.000 passagiers met de Zephyr, een daling van 6% ten opzichte van het jaar daarvoor. De omzet steeg in 2011 echter met 2,3%.

## Geschiedenis
Voor de langeafstandstreinen werden vanaf midden jaren 30 de Streamliners ontwikkeld, eerst als treinstellen en later ook als losse rijtuigen. Na afloop van de Tweede Wereldoorlog gingen de Amerikaanse spoorwegmaatschappijen over tot de modernisering van het rollend materieel. Drie maatschappijen, de Chicago, Burlington and Quincy Railroad (CB&Q), de Denver and Rio Grande Western Railroad (D&RGW) en de Western Pacific Railroad (WP), hadden ter gelegenheid van de Golden Gate International Exposition in 1939 de Exposition Flyer in dienst genomen om bezoekers aan de tentoonstelling van Chicago naar San Francisco te vervoeren. Voortbouwend op deze samenwerking bestelden de drie maatschappijen in oktober 1945 nieuwe rijtuigen bij rijtuigbouwer Budd, voor een nieuwe gezamenlijke treindienst. De trein kreeg de naam California Zephyr, genoemd naar de staat Californië en de Zephyr, de westenwind die over de Stille Oceaan naar de Amerikaanse westkust blaast.  De California Zephyr was de eerste trein die was uitgerust met uitzichtsrijtuigen (vista-dome) en dankt haar bijnaam Silver Lady aan de roestvaststalen bovenbouw. De eerste trein werd op 19 maart 1949 in San Francisco gedoopt door filmster Eleanor Parker in het bijzijn van de vice-gouverneur van Californië, de burgemeester van San Francisco en de directeur van de Western Pacific Railroad.

### Reizigersdienst
De reizigersdienst startte op 20 maart 1949 tussen Chicago Union in het oosten en de Oaklandpier in het westen. Reizigers met bestemming San Francisco moesten vanaf de Oaklandpier met de pont verder naar de stad. De dienstregeling was zo gemaakt dat de trajecten door de Sierra Nevada en de Rocky Mountains bij daglicht werden afgelegd om de trein ook toeristisch aantrekkelijk te maken. De woestijn van Nevada en de vlaktes in het middenwesten werden 's nachts doorkruist. 
De trein reed door drie tijdzones, "Pacific Time" (PT) ten westen van Utah, "Central Time" (CT) ten oosten van McCook en "Mountain Time" (MT) daartussenin.  De trein reed bij alle maatschappijen onder hetzelfde treinnummer, 17 westwaarts en 18 oostwaarts. Het eerste uitzichtrijtuig had een afgesloten deel voor vrouwen en kinderen, de volgende twee beschikten over zitplaatsen, de coach-klasse. Onder de uitzichtkoepels bevonden zich de sanitaire voorzieningen, apart voor mannen en vrouwen. 
Voor het ontbijt en de lunch konden de reizigers, zonder te reserveren, in de restauratie terecht. In de trein waren stewardessen, de zephyrettes, die de reizigers ten dienste stonden. De zephyrettes regelden o.a. de reserveringen voor het diner in het restauratierijtuig. Het diner werd in drie groepen geserveerd en kon desgewenst, tegen extra betaling van 50 cent per persoon, ook in de eigen coupé worden bezorgd.  

### Route en dienstregeling in 1950

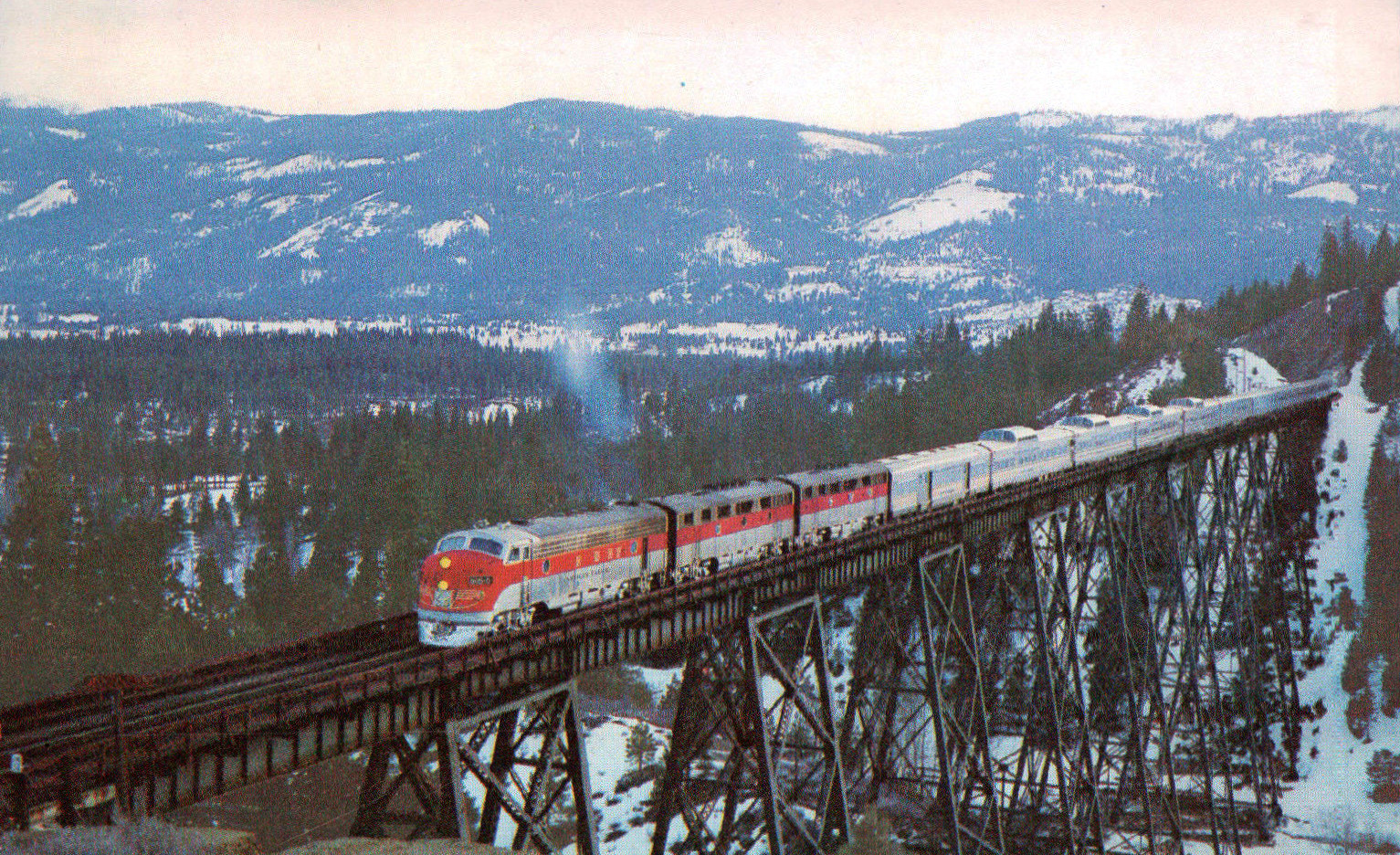
De California Zephyr in de Sierra Nevada

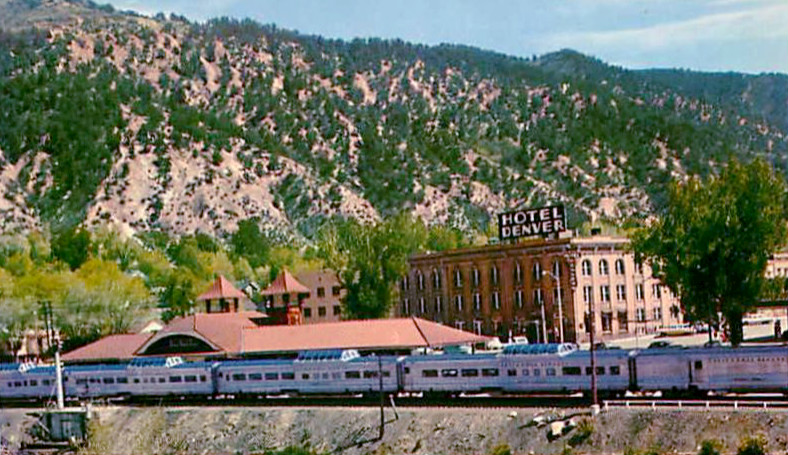
De California Zephyr in Glenwood Springs

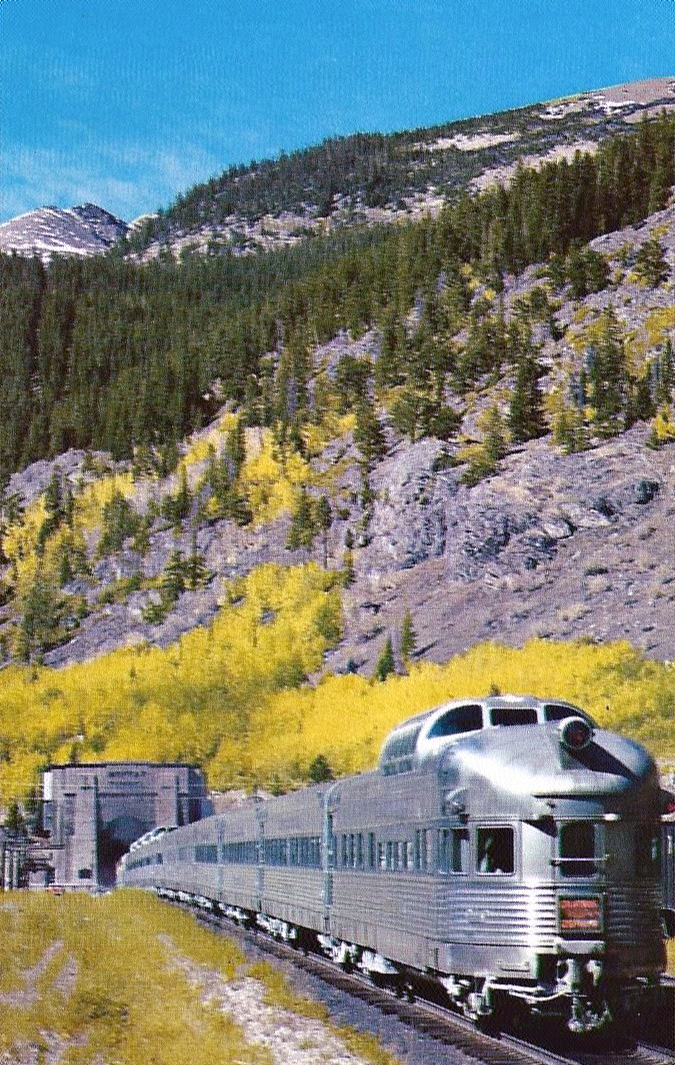
De California Zephyr rijdt de Moffattunnel in op weg naar het westen.

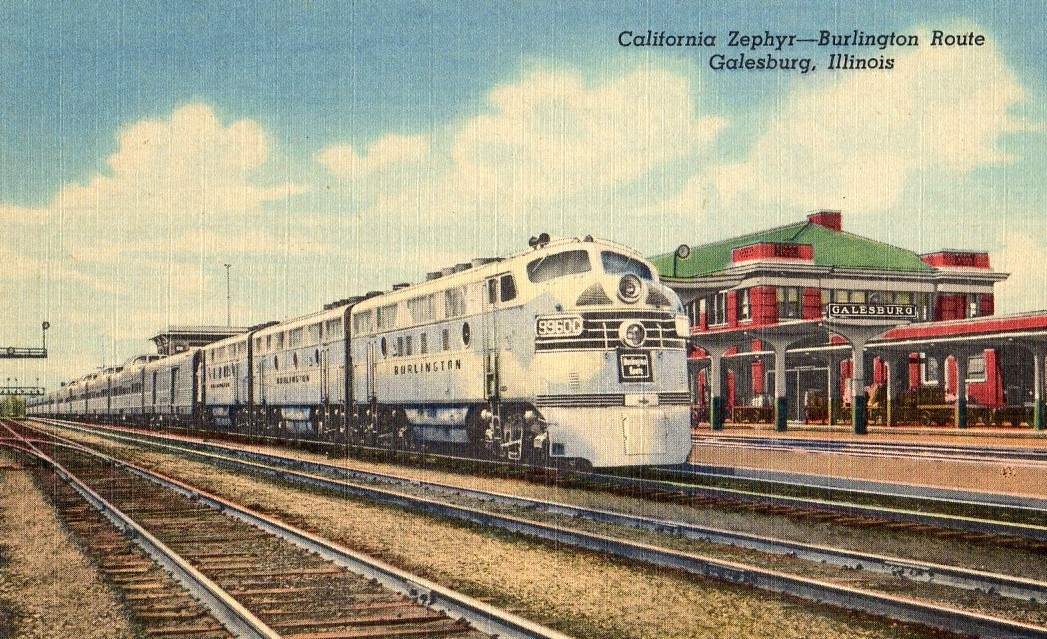
De California Zephyr in Galesburg Illinois

| Oostwaarts  | km   | Maatschappij | Station          | Staat      | km   | Westwaarts  |
| ----------- | ---- | ------------ | ---------------- | ---------- | ---- | ----------- |
| 9:00        | 0    | veerpont     | San Francisco    | Californië | 4075 | ++16:50     |
| 9:20        | 7    | veerpont     | Oakland Pier     | Californië | 4068 | ++16:30     |
| 9:30        | 7    | WP           | Oakland Pier     | Californië | 4068 | ++16:15     |
| 9:44        | 11   | WP           | Oakland          | Californië | 4064 | ++16:00     |
| 11:51       | 151  | WP           | Stockton         | Californië | 3924 | ++13:37     |
| 11:53       | 151  | WP           | Stockton         | Californië | 3924 | ++13:34     |
| 12:50       | 223  | WP           | Sacramento       | Californië | 3851 | ++12:28     |
| 13:39       | 288  | WP           | Marysville       | Californië | 3787 | ++11:38     |
| 14:11       | 330  | WP           | Oroville         | Californië | 3745 | ++11:05     |
| 14:14       | 330  | WP           | Oroville         | Californië | 3745 | ++11:02     |
| 17:27       | 517  | WP           | Portola          | Californië | 3558 | ++7:42      |
| 17:30       | 517  | WP           | Portola          | Californië | 3558 | ++7:39      |
| 18:26       | 598  | WP           | Herlong          | Californië | 3477 | ++6:42      |
| 19:33       | 705  | WP           | Gerlach          | Nevada     | 3370 | ++5:38      |
| 21:05       | 856  | WP           | Winnemucca       | Nevada     | 3219 | ++4:08      |
| 21:12       | 856  | WP           | Winnemucca       | Nevada     | 3219 | ++4:01      |
| 23:15       | 1070 | WP           | Elko             | Nevada     | 3005 | ++1:57      |
| (PT) 23:17  | 1070 | WP           | Elko             | Nevada     | 3005 | (PT) ++1:55 |
| (MT) +5:20  | 1493 | WP           | Salt Lake City   | Utah       | 2582 | (MT) +22:40 |
| +5:40       | 1493 | D&RGW        | Salt Lake City   | Utah       | 2582 | +22:20      |
| +6:32       | 1564 | D&RGW        | Provo            | Utah       | 2511 | +21:21      |
| +8:36       | 1685 | D&RGW        | Helper           | Utah       | 2390 | +19:21      |
| +11:35      | 1968 | D&RGW        | Grand Junction   | Colorado   | 2107 | +15:58      |
| +11:46      | 1968 | D&RGW        | Grand Junction   | Colorado   | 2107 | +15:43      |
| +13:35      | 2113 | D&RGW        | Glenwood Springs | Colorado   | 1962 | +14:01      |
| +15:09      | 2203 | D&RGW        | Bond             | Colorado   | 1872 | +12:38      |
| +15:12      | 2203 | D&RGW        | Bond             | Colorado   | 1872 | +12:35      |
| ↓           | 2330 | D&RGW        | Moffattunnel     | Colorado   | 1745 | ↑           |
| +19:00      | 2411 | D&RGW        | Denver           | Colorado   | 1664 | +8:40       |
| +19:15      | 2411 | CB&Q         | Denver           | Colorado   | 1664 | +8:20       |
| +21:13      | 2591 | CB&Q         | Akron            | Colorado   | 1484 | ↑           |
| (MT) +23:09 | 2821 | CB&Q         | McCook           | Nebraska   | 1254 | (MT) +3:55  |
| (CT) ++0:14 | 2821 | CB&Q         | McCook           | Nebraska   | 1254 | (CT) +4:49  |
| ++2:06      | 3032 | CB&Q         | Hastings         | Nebraska   | 1043 | +2:52       |
| ++2:09      | 3032 | CB&Q         | Hastings         | Nebraska   | 1043 | +2:49       |
| ++3:40      | 3188 | CB&Q         | Lincoln          | Nebraska   | 887  | +1:19       |
| ++3:55      | 3188 | CB&Q         | Lincoln          | Nebraska   | 887  | +01:04      |
| ++4:55      | 3277 | CB&Q         | Omaha            | Nebraska   | 798  | 23:59       |
| ++5:00      | 3277 | CB&Q         | Omaha            | Nebraska   | 798  | 23:45       |
| ↓           | 3362 | CB&Q         | Red Oak          | Iowa       | 713  | 22:30       |
| ++6:58      | 3442 | CB&Q         | Creston          | Iowa       | 633  | 21:45       |
| ++7:02      | 3442 | CB&Q         | Creston          | Iowa       | 633  | 21:42       |
| ++8:53      | 3625 | CB&Q         | Ottumwa          | Iowa       | 450  | 19:48       |
| ++8:55      | 3625 | CB&Q         | Ottumwa          | Iowa       | 450  | 19:46       |
| ++10:07     | 3744 | CB&Q         | Burlington       | Iowa       | 331  | 18:35       |
| ++10:53     | 3814 | CB&Q         | Galesburg        | Illinois   | 261  | 17:50       |
| ++10:58     | 3814 | CB&Q         | Galesburg        | Illinois   | 261  | 17:45       |
| ++12:44     | 4014 | CB&Q         | Aurora           | Illinois   | 61   | 16:06       |
| ++13:30     | 4075 | CB&Q         | Chicago          | Illinois   | 0    | 15:30       |

+ de volgende dag

### Rollend materieel
De trein werd getrokken door een driedelige F3 en later F7 (1 A-unit en 2 B-units) van de betreffende maatschappij, de loc-wisselingen vonden plaats in Salt Lake City en Denver. De D&RGW zette ook regelmatig haar driedelige ALCO-PA/PB/PA-locomotieven in voor de rit door de Rocky Mountains. De aanvankelijke bestelling bij Budd bestond uit zes stammen van ieder tien rijtuigen. Al begin 1946 werd besloten om zes extra rijtuigen te bestellen, zodat iedere stam elf rijtuigen kreeg. Gerelateerd aan het aandeel in de totale afstand gingen bijna drie stammen naar CB&Q, twee naar WP en één naar D&RGW, daarnaast gingen nog een aantal rijtuigen naar WP en D&RGW om het totaal van 66 te bereiken. De dienst kon worden uitgevoerd met vijf van de zes stammen, maar voor de slag naar New York was een extra slaaprijtuig nodig. De Pennsylvania Railroad (PRR) schafte een streamliner-slaaprijtuig aan voor de doorgaande dienst naar New York, waarmee het initiële wagenpark uit 67 rijtuigen bestond. De rijtuigen van de verschillende maatschappijen werden door elkaar gebruikt en door de dienst naar New York wisselde ook telkens een slaaprijtuig van stam. Soms werd zelfs een ander slaaprijtuig van de PRR in de trein opgenomen waarmee de eenheid werd verstoord door de rode kleur van het PRR-rijtuig. In 1950 werd het wagenpark met 6 eersteklasslaaprijtuigen uitgebreid. In 1952 werden nog vier rijtuigen bijgebouwd om fricties in de omloop te ondervangen, waarmee het totale wagenpark op 77 rijtuigen kwam. 
De eerste treinsamenstelling was: 1 bagagerijtuig, drie uitzichtrijtuigen, 1 uitzichtrijtuig met bar en personeelsvertrekken, 2 slaaprijtuigen (10/6), 1 restauratierijtuig, 1 slaaprijtuig met middengang (type 16), 1 slaaprijtuig coast to coast (type 10/6), 1 sluitrijtuig met uitzichtkoepel en eersteklaslounge. Het slaaprijtuig coast to coast werd in Chicago afwisselend meegegeven met de PRR of New York Central voor de verdere rit naar New York. In 1950 werd het restauratierijtuig tussen de uitzichtrijtuigen en de slaaprijtuigen geplaatst. In 1951 werd het aantal 1e-klasslaapplaatsen uitgebreid door een slaaprijtuig type 6/5 tussen de restauratie en de slaaprijtuigen te plaatsen, waarmee de trein voortaan uit 12 rijtuigen bestond. In 1963 en 1964 werden de rijtuigen met 16 slaapstoelen omgebouwd tot zuivere zitrijtuigen met 48 plaatsen. Deze werden als tweede rijtuig in de trein, direct achter het bagagerijtuig, opgenomen. In 1968 werd een van de 10/6-rijtuigen uit de samenstelling gehaald en bestond de trein weer uit 11 rijtuigen. 
De Silver Roundup ontspoorde op het spoor van de Western Pacific en werd gesloopt, als schadevergoeding gaf WP de Silver Chalet aan CB&Q. CB&Q handhaafde de naam maar gaf de Silver Chalet wel het nummer van de Silver Roundup. 
De rijtuigen kregen allemaal een naam waardoor de reizigers hun rijtuig konden vinden. 
| Rijtuignaam       | Type         | Maatschappij | Baknummer | Opmerkingen                                   |
| ----------------- | ------------ | ------------ | --------- | --------------------------------------------- |
| Silver Beaver     | Bagage       | WP           | 801       |                                               |
| Silver Dollar     | Uitzicht     | WP           | 811       | met afdeling voor moeder en kind              |
| Silver Palace     | Uitzicht     | WP           | 813       | voorzien van conducteursruimte                |
| Silver Schooner   | Uitzicht     | WP           | 815       |                                               |
| Silver Châlet     | Uitzicht/bar | WP           | 831       | overgedragen aan CB&Q als nr 252              |
| Silver Arroyo     | 10/6         | WP           | 861       |                                               |
| Silver Canyon     | 10/6         | WP           | 862       |                                               |
| Silver Plate      | Restaurant   | WP           | 841       |                                               |
| Silver Palm       | 16           | WP           | 871       |                                               |
| Silver Mountain   | 10/6         | WP           | 863       |                                               |
| Silver Cresent    | Sluit        | WP           | 881       |                                               |
| Silver Stag       | Bagage       | WP           | 802       |                                               |
| Silver Feather    | Uitzicht     | WP           | 812       | met afdeling voor moeder en kind              |
| Silver Sage       | Uitzicht     | WP           | 814       | voorzien van conducteursruimte                |
| Silver Scout      | Uitzicht     | WP           | 816       |                                               |
| Silver Hostel     | Uitzicht/bar | WP           | 832       |                                               |
| Silver Palisade   | 10/6         | WP           | 864       |                                               |
| Silver Range      | 10/6         | WP           | 865       |                                               |
| Silver Platter    | Restaurant   | WP           | 842       |                                               |
| Silver Poplar     | 16           | WP           | 872       |                                               |
| Silver Bay        | 10/6         | WP           | 866       |                                               |
| Silver Planet     | Sluit        | WP           | 882       |                                               |
| Silver Bear       | Bagage       | CB&Q         | 903       |                                               |
| Silver Bridle     | Uitzicht     | CB&Q         | 4716      | met afdeling voor moeder en kind              |
| Silver Ranch      | Uitzicht     | CB&Q         | 4719      | voorzien van conducteursruimte                |
| Silver Saddle     | Uitzicht     | CB&Q         | 4721      |                                               |
| Silver Club       | Uitzicht/bar | CB&Q         | 250       |                                               |
| Silver Surf       | 10/6         | WP           | 867       |                                               |
| Silver Point      | 10/6         | CB&Q         | 423       |                                               |
| Silver Cafe       | Restaurant   | CB&Q         | 193       |                                               |
| Silver Maple      | 16           | CB&Q         | 400       | nr 4742 na ombouw in 1964                     |
| Silver Shore      | 10/6         | CB&Q         | 424       |                                               |
| Silver Horizon    | Sluit        | CB&Q         | 375       |                                               |
| Silver Buffalo    | Bagage       | CB&Q         | 904       |                                               |
| Silver Lodge      | Uitzicht     | CB&Q         | 4717      | met afdeling voor moeder en kind              |
| Silver Rifle      | Uitzicht     | CB&Q         | 4720      | voorzien van conducteursruimte                |
| Silver Stirrup    | Uitzicht     | CB&Q         | 4722      |                                               |
| Silver Lounge     | Uitzicht/bar | CB&Q         | 251       |                                               |
| Silver Butte      | 10/6         | CB&Q         | 425       |                                               |
| Silver Cliff      | 10/6         | CB&Q         | 426       |                                               |
| Silver Diner      | Restaurant   | CB&Q         | 194       |                                               |
| Silver Larch      | 16           | CB&Q         | 401       | nr 4743 na ombouw in 1964                     |
| Silver Falls      | 10/6         | CB&Q         | 427       |                                               |
| Silver Penthouse  | Sluit        | CB&Q         | 376       |                                               |
| Silver Coyote     | Bagage       | CB&Q         | 905       |                                               |
| Silver Lariat     | Uitzicht     | CB&Q         | 4718      | met afdeling voor moeder en kind              |
| Silver Colt       | Uitzicht     | D&RGW        | 1106      | voorzien van conducteursruimte                |
| Silver Thistle    | Uitzicht     | WP           | 817       |                                               |
| Silver Roundup    | Uitzicht/bar | CB&Q         | 252       | verongelukt en vervangen door Silver Chalet   |
| Silver Valley     | 10/6         | CB&Q         | 428       |                                               |
| Silver Pass       | 10/6         | D&RGW        | 1130      |                                               |
| Silver Restaurant | Restaurant   | CB&Q         | 195       |                                               |
| Silver Aspen      | 16           | D&RGW        | 1120      |                                               |
| Silver Summit     | 10/6         | D&RGW        | 1131      |                                               |
| Silver Solarium   | Sluit        | CB&Q         | 377       |                                               |
| Silver Antelope   | Bagage       | D&RGW        | 1100      |                                               |
| Silver Bronco     | Uitzicht     | D&RGW        | 1105      | met afdeling voor moeder en kind              |
| Silver Mustang    | Uitzicht     | D&RGW        | 1107      | voorzien van conducteursruimte                |
| Silver Pony       | Uitzicht     | D&RGW        | 1108      |                                               |
| Silver Shop       | Uitzicht/bar | D&RGW        | 1140      |                                               |
| Silver Gorge      | 10/6         | D&RGW        | 1132      |                                               |
| Silver Creek      | 10/6         | D&RGW        | 1133      |                                               |
| Silver Banquet    | Restaurant   | D&RGW        | 1115      |                                               |
| Silver Pine       | 16           | D&RGW        | 1121      |                                               |
| Silver Glacier    | 10/6         | D&RGW        | 1134      |                                               |
| Silver Sky        | Sluit        | D&RGW        | 1145      |                                               |
| Silver Rapids     | 10/6         | PRR          | 8449      |                                               |
| Silver Crane      | 6/5          | WP           | 851       | bijgebouwd in 1950                            |
| Silver Swallow    | 6/5          | WP           | 852       | bijgebouwd in 1950                            |
| Silver Dove       | 6/5          | CB&Q         | 450       | bijgebouwd in 1950                            |
| Silver Quail      | 6/5          | CB&Q         | 451       | bijgebouwd in 1950                            |
| Silver Thrush     | 6/5          | CB&Q         | 452       | bijgebouwd in 1950                            |
| Silver Gull       | 6/5          | D&RGW        | 1135      | bijgebouwd in 1950                            |
| Silver Lookout    | Sluit        | CB&Q         | 378       | bijgebouwd in 1952                            |
| Silver Cedar      | 16           | CB&Q         | 403       | bijgebouwd in 1952, nr 4744 na ombouw in 1964 |
| Silver Crag       | 10/6         | CB&Q         | 429       | bijgebouwd in 1952                            |
| Silver Chasm      | 10/6         | CB&Q         | 430       | bijgebouwd in 1952                            |

- type 10/6 heeft 10 slaapstoelen 2e klas aan een middengang en 6 slaapplaatsen 1e klas verdeeld over drie coupées.
- type 16 heeft 16 ligplaatsen aan een middengang en worden aangeduid als roomettes.
- type 6/5 heeft 6 tweepersoonsslaapkamers waarvan 5 gecombineerd met een zitkamer.

## Amtrak

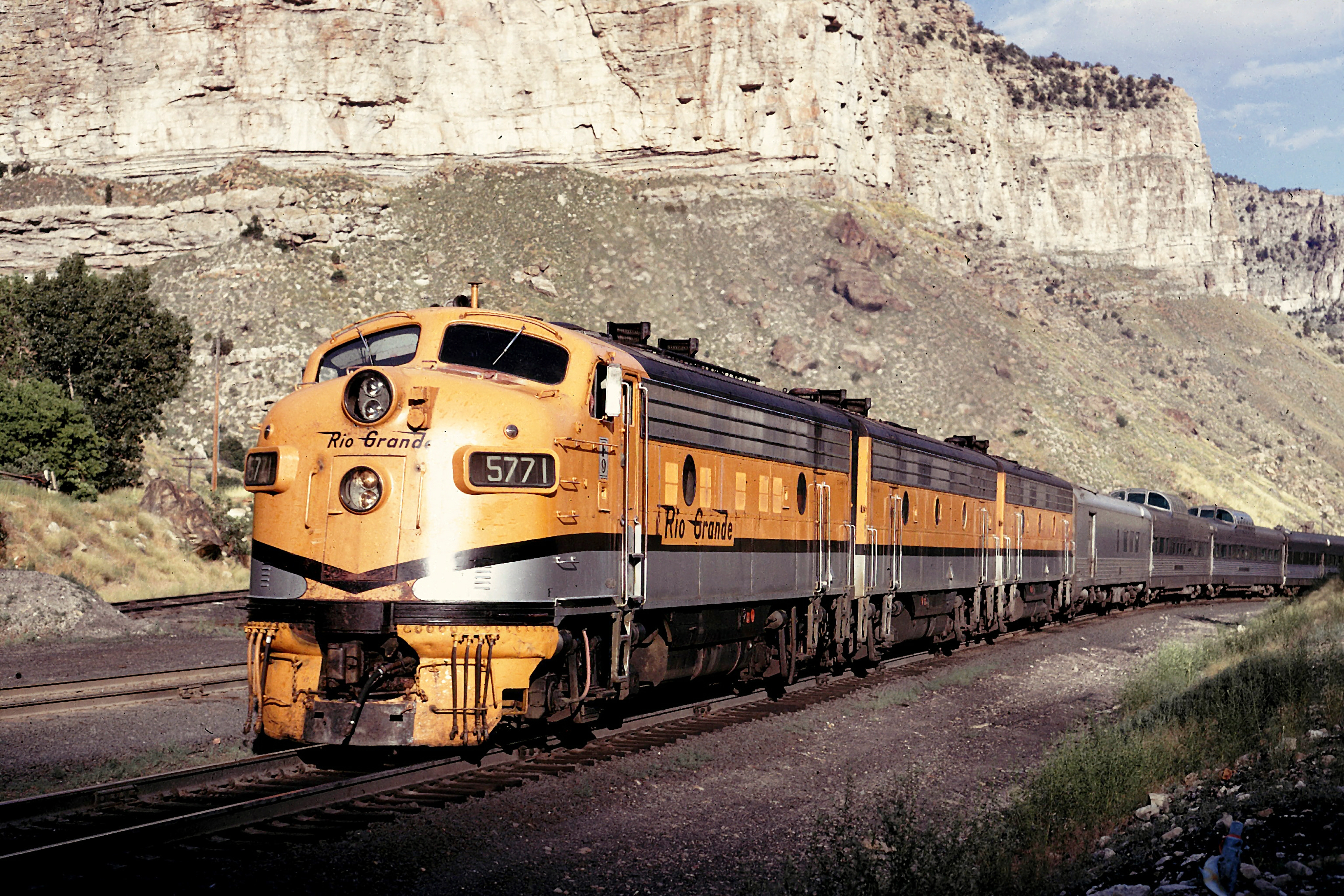
De Rio Grande Zephyr te Castle Gate juni 1975

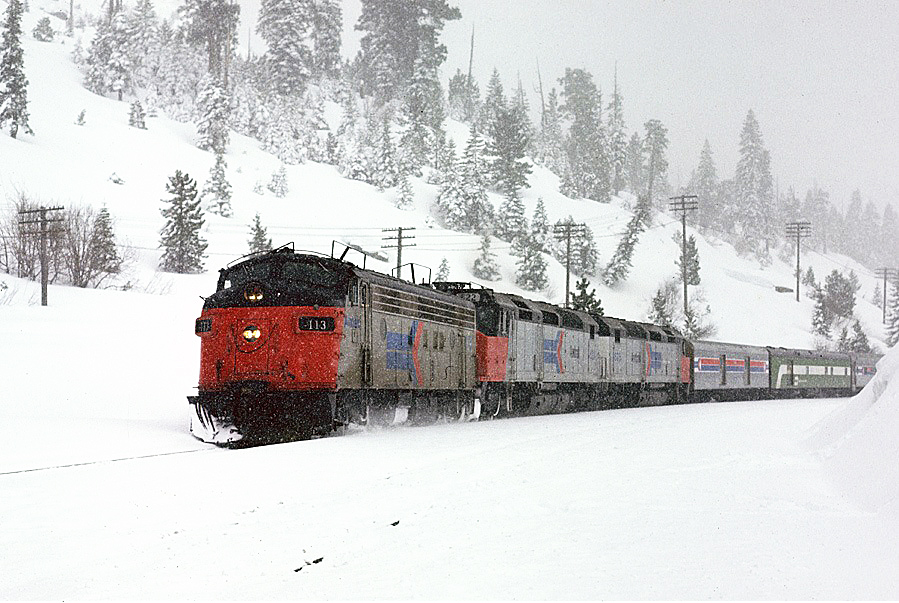
De San Francisco Zephyr van Amtrak

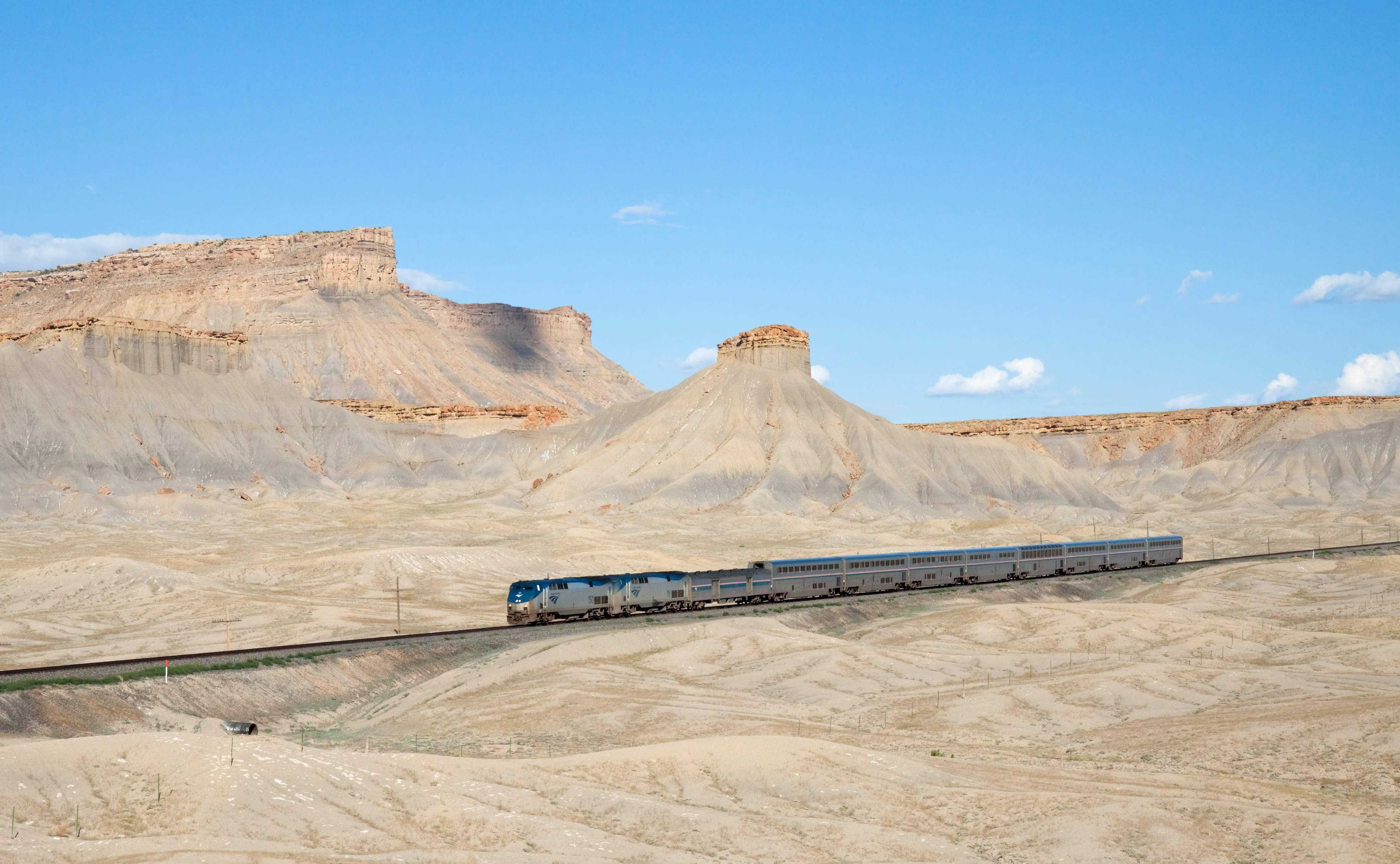
De California Zephyr, bestaande uit superliners, rijdt westwaarts langs de Book Cliffs in Utah.

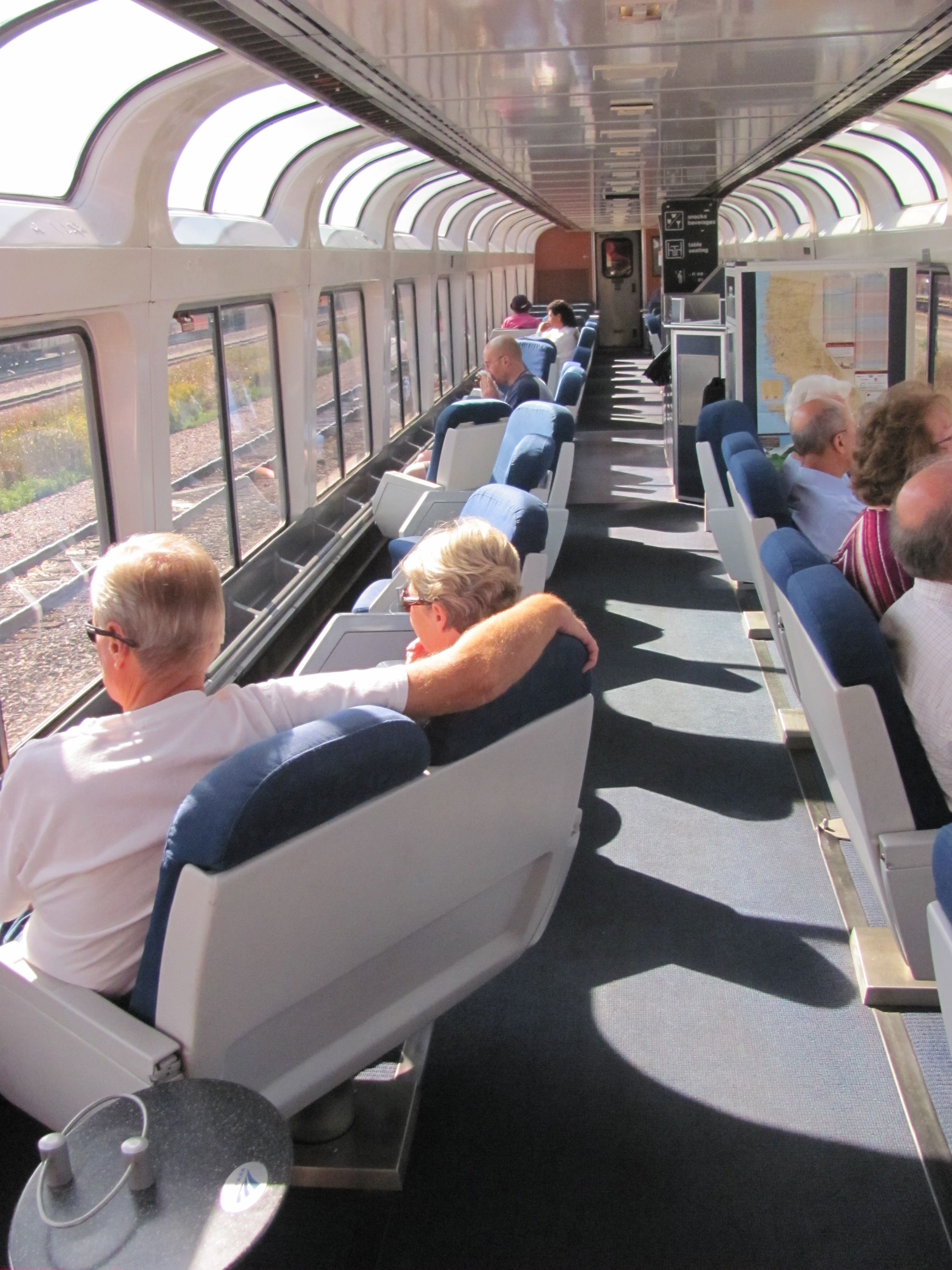
Superliner Panoramarijtuig in de California Zephyr

Ondanks de concurrentie van het vliegtuig daalde het aantal reizigers met de California Zephyr slechts heel langzaam. De kosten voor de exploitatie van de trein stegen echter ook en midden jaren 60 wilde de Western Pacific van de trein af. De toezichthouder ICC wees, na grote publieke verontwaardiging, het verzoek van Western Pacific om haar deel van het traject uit de dienstregeling te halen af. 
Dit was slechts uitstel want de Amerikaanse spoorwegmaatschappijen raakten allemaal in de rode cijfers met hun reizigersvervoer. In 1970 greep de federale overheid in om de langeafstandstreinen in stand te houden en bijna alle particuliere maatschappijen droegen hun treinen over. 
Vervolgens werd Amtrak opgericht voor het beheer van het reizigersverkeer. De Denver and Rio Grande Western Railroad, die het deel door de Rocky Mountains verzorgde, weigerde echter mee te doen met Amtrak wat ook het voorlopige einde van de California Zephyr betekende. Op 20 maart 1970, 21 jaar na de eerste rit viel het doek voor de particuliere exploitatie van de California Zephyr. D&RGW zette de diensten tussen Salt Lake City en Denver voort onder de naam Rio Grande Zephyr. 
Amtrak kon geen gebruik meer maken van de route door Colorado en startte de San Francisco Zephyr voor de verbinding tussen Chicago en San Francisco. Hierbij werd voor een deel de route gevolgd van de voormalige City of San Francisco, de concurrent van de California Zephyr die tot 1970 door de Milwaukee Road, Union Pacific en Southern Pacific werd uitgebaat. Deze volgde de route van de transcontinentale spoorweg over de Shermanpas ten noorden van Colorado en kwam via Ogden weer op de route van de California Zephyr. 
In 1983 besloot de D&RGW alsnog haar reizigersvervoer in Amtrak in te brengen, de Rio Grande Zephyr en de San Francisco Zephyr werden weer samengevoegd tot California Zephyr, nu onder leiding van Amtrak. 
In de jaren 80 zijn de streamliners vervangen door superliners die over de hele lengte dubbeldeks zijn. Ten oosten van Salt Lake City volgt de trein de oorspronkelijke route, ten westen daarvan wordt gebruikgemaakt van de 150 kilometer kortere Southern Pacific in plaats van de Western Pacific. Het westelijke eindpunt is nu Emeryville, vanwaar de reizigers met een pendelbus naar het dichtstbijzijnde metrostation worden vervoerd. Met de metro kunnen de reizigers, nu onder water, San Francisco bereiken.

### Route en dienstregeling in 2014

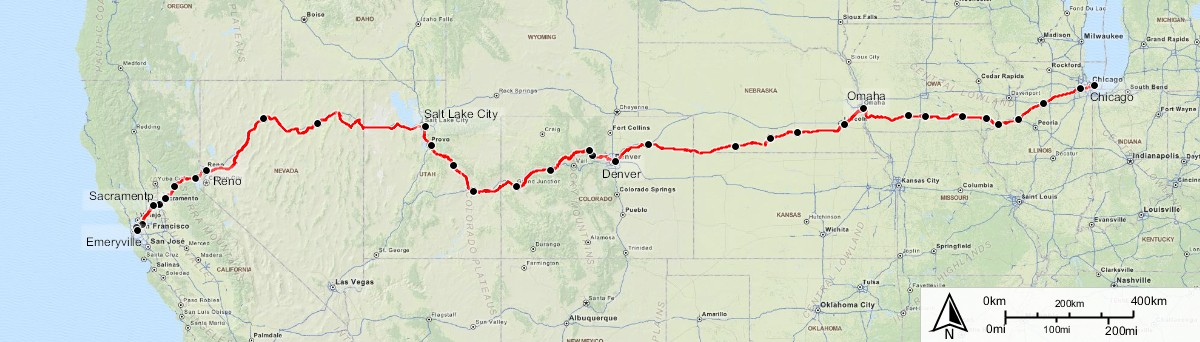
De route van California Zephyr in 2014

| Oostwaarts  | km   | Spoorbeheerder | Station            | Staat      | km   | Westwaarts  |
| ----------- | ---- | -------------- | ------------------ | ---------- | ---- | ----------- |
| 9:10        | 0    | UP             | Emeryville         | Californië | 3924 | ++16:10     |
| 9:22        | 13   | UP             | Richmond           | Californië | 3911 | ++15:59     |
| 9:54        | 43   | UP             | Martínez           | Californië | 3881 | ++15:26     |
| 10:36       | 115  | UP             | Davis              | Californië | 3809 | ++14:44     |
| 11:09       | 137  | UP             | Sacramento         | Californië | 3787 | ++14:13     |
| 11:35       | 165  | UP             | Roseville          | Californië | 3759 | ++12:57     |
| 12:21       | 221  | UP             | Colfax             | Californië | 3703 | ++11:48     |
| 14:38       | 324  | UP             | Truckee            | Californië | 3600 | ++9:37      |
| 16:06       | 380  | UP             | Reno               | Nevada     | 3544 | ++8:36      |
| 19:08       | 856  | UP             | Winnemucca         | Nevada     | 3240 | ++5:40      |
| (PT) 21:31  | 913  | UP             | Elko               | Nevada     | 3011 | (PT) ++3:03 |
| (MT) +3:05  | 1336 | UP             | Salt Lake City     | Utah       | 2588 | (MT) +23:30 |
| +3:30       | 1336 | UP             | Salt Lake City     | Utah       | 2588 | +23:05      |
| +4:35       | 1408 | UP             | Provo              | Utah       | 2516 | +21:26      |
| +6:37       | 1529 | UP             | Helper             | Utah       | 2395 | +19:20      |
| +7:59       | 1643 | UP             | Green River        | Utah       | 2281 | +17:58      |
| +10:23      | 1814 | UP             | Grand Junction     | Colorado   | 2110 | +16:10      |
| +12:10      | 1956 | UP             | Glenwood Springs   | Colorado   | 1968 | +13:53      |
| +15:12      | 2133 | UP             | Granby             | Colorado   | 1791 | +10:37      |
| +15:50      | 2154 | UP             | Fraser-Winter Park | Colorado   | 1770 | +10:07      |
| ↓           | 2173 | UP             | Moffattunnel       | Colorado   | 1751 | ↑           |
| +18:38      | 2254 | UP             | Denver             | Colorado   | 1670 | +8:05       |
| +19:10      | 2254 | BNSF           | Denver             | Colorado   | 1670 | +7:15       |
| (MT) +20:25 | 2379 | BNSF           | Fort Morgan        | Colorado   | 1545 | (MT) +5:05  |
| (CT) +23:49 | 2664 | BNSF           | McCook             | Nebraska   | 1260 | (CT) +3:43  |
| ++0:54      | 2788 | BNSF           | Holdrege           | Nebraska   | 1136 | +2:34       |
| ++1:42      | 2875 | BNSF           | Hastings           | Nebraska   | 1049 | +1:47       |
| ++3:20      | 3031 | BNSF           | Lincoln            | Nebraska   | 893  | +0:14       |
| ++3:26      | 3031 | BNSF           | Lincoln            | Nebraska   | 893  | +0:08       |
| ++4:59      | 3119 | BNSF           | Omaha              | Nebraska   | 805  | 23:05       |
| ++5:14      | 3119 | BNSF           | Omaha              | Nebraska   | 805  | 22:55       |
| ++7:04      | 3291 | BNSF           | Creston            | Iowa       | 633  | 20:41       |
| ++7:40      | 3346 | BNSF           | Osceola            | Iowa       | 578  | 20:09       |
| ++9:09      | 3474 | BNSF           | Ottumwa            | Iowa       | 450  | 18:53       |
| ++9:54      | 3549 | BNSF           | Mount Pleasant     | Iowa       | 375  | 17:59       |
| ++10:36     | 3593 | BNSF           | Burlington         | Iowa       | 331  | 17:25       |
| ++11:31     | 3663 | BNSF           | Galesburg          | Illinois   | 261  | 16:38       |
| ++12:23     | 3757 | BNSF           | Princeton          | Illinois   | 167  | 15:44       |
| ++13:43     | 3879 | BNSF           | Naperville         | Illinois   | 45   | 14:34       |
| ++14:50     | 3924 | BNSF           | Chicago            | Illinois   | 0    | 14:00       |

+ de volgende dag